# 나가우라역 (지바현)
나가우라역(일본어: 長浦駅, ながうらえき)은 일본 지바현 소데가우라시에 있는 철도역이다. 동일본 여객철도 우치보 선이 지나간다.

## 역 구조
섬식 1면 2선 구조의 지상역으로, 선상역사를 운영하고 있다. 동일본 여객철도 직영역으로, 기사라즈역이 관리하고 있으며, 오전 6시부터 오후 9시까지 초록 창구를 영업한다. 자동 개찰깅서 스이카 및 제휴 교통카드의 사용이 가능하다.

### 승강장
| 1 | ■ 우치보 선 | 기사라즈 · 기미쓰 · 다테야마 · 아와카모가와 방면 |
| 2 | ■ 우치보 선 | 고이 · 소가 · 지바 · 도쿄 방면                   |

## 역세권 정보
- 국도 제16호선

## 역사
- 1947년 1월 10일 - 일본국유철도 보소사이 선 (지금의 우치보 선)의 아네가사키역과 소데가우라역 사이에 새로이 개업했다.
- 1987년 4월 1일 - 민영화에 따라 동일본 여객철도의 소속이 되었다.
- 2001년 11월 18일 - 스이카의 사용이 가능해졌다.

## 인접역
| 동일본 여객철도 우치보 선 | 동일본 여객철도 우치보 선       | 동일본 여객철도 우치보 선    |
| ------------------------- | ------------------------------- | ---------------------------- |
| 아네가사키 도쿄 방면      | ■ 소부 쾌속                     | 소데가우라 기미쓰 방면       |
| 아네가사키 도쿄 방면      | ■ 게이요 통근쾌속·쾌속·각역정차 | 소데가우라 기미쓰 방면       |
| 아네가사키 소가 방면      | ■ 우치보 선 보통                | 소데가우라 아와카모가와 방면 |